# ブレーラ (イタリア)
ブレーラ（伊: Blera）は、イタリア共和国ラツィオ州ヴィテルボ県にある、人口約2,900人の基礎自治体（コムーネ）。

## 地理

### 位置・広がり
ヴィテルボ県のコムーネ。県都ヴィテルボから南南西へ17kmの距離にある。

#### 隣接コムーネ
隣接するコムーネは以下の通り。括弧内のRMはローマ県所属を示す。
- バルバラーノ・ロマーノ
- カナーレ・モンテラーノ (RM)
- モンテ・ロマーノ
- トルファ (RM)
- ヴェヤーノ
- ヴェトラッラ
- ヴィッラ・サン・ジョヴァンニ・イン・トゥーシャ

### 気候分類・地震分類
ブレーラにおけるイタリアの気候分類 (it) および度日は、zona D, 1900 GGである。
また、イタリアの地震リスク階級 (it) では、zona 2B (sismicità media) に分類される。